# Lista do Patrimônio Mundial na Lituânia
A Organização das Nações Unidas para a Educação, a Ciência e a Cultura (UNESCO) propôs um plano de proteção aos bens culturais do mundo, através do Comité sobre a Proteção do Património Mundial Cultural e Natural, aprovado em 1972. Esta é uma lista do Patrimônio Mundial existente na Lituânia, especificamente classificada pela UNESCO e elaborada de acordo com dez principais critérios cujos pontos são julgados por especialistas na área. A Lituânia ratificou a convenção em 31 de março de 1992, tornando seus locais históricos elegíveis para inclusão na lista.
O sítio Centro Histórico de Vilnius foi o primeiro local da Lituânia incluído na lista do Patrimônio Mundial da UNESCO por ocasião da 18ª Sessão do Comitè do Património Mundial, realizada em Phuket (Tailândia) em 1994. Desde a mais recente adesão à lista, a Lituânia totaliza 5 sítios classificados como Patrimônio da Humanidade, sendo todos eles de classificação Cultural. 

## Bens culturais e naturais
A Lituânia conta atualmente com os seguintes lugares declarados como Patrimônio da Humanidade pela UNESCO:
| | Centro Histórico de Vilnius |
| Bem cultural inscrito em 1994. |                             |
| Localização: Vilnius |                             |
| Capital do Grão-Ducado da Lituânia do século XIII ao final do século XVIII, Vilnius teve uma grande influência no desenvolvimento cultural e arquitetônico de grande parte da Europa Oriental. Apesar das invasões e destruições das quais foi vítima, a cidade preservou um impressionante conjunto de edifícios góticos, renascentistas, barrocos e neoclássicos, bem como seu layout medieval e a paisagem natural circundante. (UNESCO/BPI) |                             |

| | Istmo da Curlândia |
| Bem cultural inscrito em 2000. |                    |
| Este bem é compartilhado com: Rússia. |                    |
| Localização: Klaipėda |                    |
| A ocupação humana desta estreita península de dunas de areia – 98 km de comprimento e 0,4 a 4 km de largura – remonta aos tempos pré-históricos. Submetido ao contínuo ataque de ventos e ondas, o istmo deve seu estado atual de conservação aos esforços árduos feitos por seus habitantes para combater a erosão. Este trabalho implacável é ilustrado pelos projetos de estabilização e arborização em curso que estão sendo realizados. (UNESCO/BPI) |                    |

| | Sítio Arqueológico de Kernavė (Reserva Cultural de Kernavė) |
| Bem cultural inscrito em 2004. |                                                             |
| Localização: Vilnius |                                                             |
| O Sítio Arqueológico de Kernavė está localizado na parte oriental da Lituânia, cerca de 35 quilômetros a noroeste de Vilnius, e é um testemunho excepcional de assentamentos humanos na região durante um período de dez mil anos. Localizado no vale do rio Neris, este local é composto por um conjunto de restos arqueológicos, históricos e culturais, incluindo: a cidade de Kernavė, uma série de fortificações, vários assentamentos não fortificados, vários centros funerários e outros monumentos arqueológicos datados do Paleolítico à Idade Média. O local se estende por uma área de 194,5 hectares e preserva vestígios de assentamentos muito antigos, bem como os restos de cinco colinas fortificadas que faziam parte de um sistema de defesa de magnitude excepcional. Kernavė foi uma cidade feudal de grande importância na Idade Média e permaneceu no cenário das atividades até os tempos modernos, embora tenha sido destruída pela Ordem Teutônica no final do século XIV. (UNESCO/BPI) |                                                             |

| | Arco Geodésico de Struve |
| Bem cultural inscrito em 2005. |                          |
| Este bem é compartilhado com: Bielorrússia, Estónia, Finlândia, Letônia, Moldávia, Noruega, Rússia, Suécia e Ucrânia. |                          |
| Localização: Semigola |                          |
| O Arco Geodésico de Struve é um conjunto de triangulações que abrange dez países, abrangendo 2.820 km, desde hammerfest (Noruega) até o Mar Negro. Composto pelos pontos de triangulação entre 1816 e 1855 pelo astrônomo Friedrich Georg Wilhelm Struve, este arco possibilitou a primeira medição precisa de um longo segmento do meridiano terrestre. Essa triangulação ajudou a definir e medir a forma exata da Terra e desempenhou um papel importante no avanço das ciências geológicas e na criação de mapas topográficos precisos. É um exemplo extraordinário de colaboração científica entre sábios de diferentes países, bem como um exemplo de cooperação entre vários monarcas europeus para o progresso científico. O arco primitivo consistiu em 258 triângulos e 265 pontos fixos principais. O local inscrito na Lista do Patrimônio Mundial compreende 34 dos pontos fixos originais indicados por diferentes meios: perfuração de rochas, travessias de ferro, montes e obeliscos. (UNESCO/BPI) |                          |

| | Caunas, cidade modernista: uma arquitetura do otimismo (1919-1939) |
| Bem cultural inscrito em 2023. |                                                                    |
| Localização: Caunas |                                                                    |
| Esta propriedade testemunha a rápida urbanização que transformou a cidade provinciana de Caunas em uma cidade moderna que se tornou a capital provisória da Lituânia entre a Primeira e Segunda Guerra Mundial. A transformação de sua paisagem urbana impulsionada pela comunidade adaptou-se a partir de um traçado urbano anterior. A qualidade da Caunas moderna foi manifestada através da organização espacial da Naujamiestis (Cidade Nova) e Žaliakalnis (Colina Verde) e em prédios públicos, espaços urbanos e residências construídos durante o período Entreguerras que demonstram uma variedade de estilos nos quais o movimento moderno encontrou sua expressão arquitetônica na cidade. (UNESCO/BPI) |                                                                    |

## Lista Indicativa
Em adição aos sítios inscritos na Lista do Patrimônio Mundial, os Estados-membros podem manter uma lista de sítios que pretendam nomear para a Lista de Patrimônio Mundial, sendo somente aceitas as candidaturas de locais que já constarem desta lista. Desde 2020, a Lituânia possui 1 local na sua Lista Indicativa.
| Sítio                               | Imagem | Localização | Ano  | Dados UNESCO | Descrição |
| ----------------------------------- | ------ | ----------- | ---- | ------------ | --- |
| Parque Nacional Histórico de Trakai |        | Trakai      | 2003 | Misto        | O Parque Nacional Histórico de Trakai abrange uma paisagem cultural com florestas, lagos, colinas de moraine (que se formaram após a última era glacial), e áreas agrícolas. Esses diversos habitats abrigam várias espécies raras de plantas e animais. A ocupação humana da área remonta aos 4000 a.C. A cidade de Trakai foi mencionada pela primeira vez no século XIV. Dois castelos foram construídos para fortificações; o bem preservado Castelo da Ilha de Trakai e o Castelo da Península de Trakai. Trakai recebeu os direitos de Magdeburgo no século XV. Era uma cidade multicultural, com comunidades de Karaims, tártaros, lituanos, russos, judeus e poloneses vivendo lá. |